# 張華浜駅
座標: 北緯31度21分35秒 東経121度29分37秒 / 北緯31.35972度 東経121.49361度
張華浜駅（ちょうかほうえき）は中華人民共和国上海市宝山区に位置する上海軌道交通3号線の駅。

## 駅構造

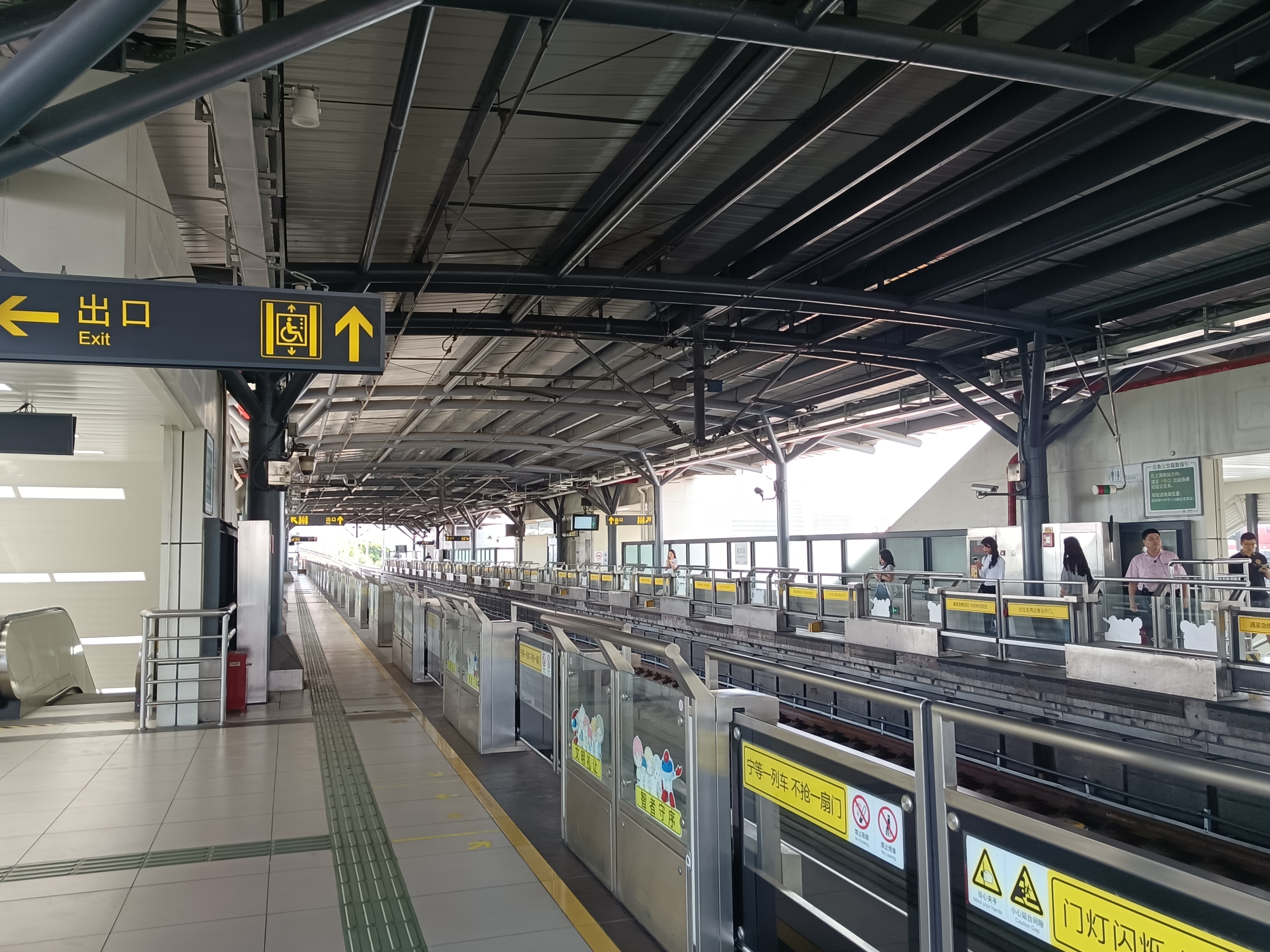
ホーム

相対式ホーム2面2線を有する高架駅。

## 歴史
- 2006年12月18日 - 開業。

## 隣の駅
上海軌道交通
■3号線
淞発路駅 - 張華浜駅 - 淞浜路駅